# Legile lui Kepler
În astronomie, legile lui Kepler descriu mișcările planetelor în jurul Soarelui (sau stelei sistemului solar respectiv) și în general comportamentul oricărui sistem de două corpuri între care acționează o forță invers proporțională cu pătratul distanței. Aceste legi nu sunt valabile decât în cadrul mecanicii newtoniene.
Cele trei legi au fost enunțate la începutul secolului al XVII-lea de astronomul german Johannes Kepler, utilizând observațiile făcute de astronomul danez Tycho Brahe asupra orbitei planetei Marte. Primele două legi au fost publicate în 1609 în Astronomia nova, iar cea de-a treia în 1619 în lucrarea Harmonices mundi. Aceste teze au dus la ruperea definitivă de credința ce durase timp de secole, conform căreia planetele s-ar fi mișcat în jurul soarelui pe traiectorii circulare.
1. Orbitele sunt elipse, cu puncte focale F1 și F2 pentru prima planetă și F1 și F3 pentru a doua planetă. Soarele este plasat în punctul focal F1.
2. Cele două sectoare umbrite A1 și A2 au aceeași arie și timpul pentru ca planeta 1 să acopere segmentul A1 este egal cu timpul de acoperire a segmentului A2.
3. Timpii orbitali totali pentru planeta 1 și planeta 2 au un raport {\textstyle \left({\frac {a_{1}}{a_{2}}}\right)^{\frac {3}{2}}}.

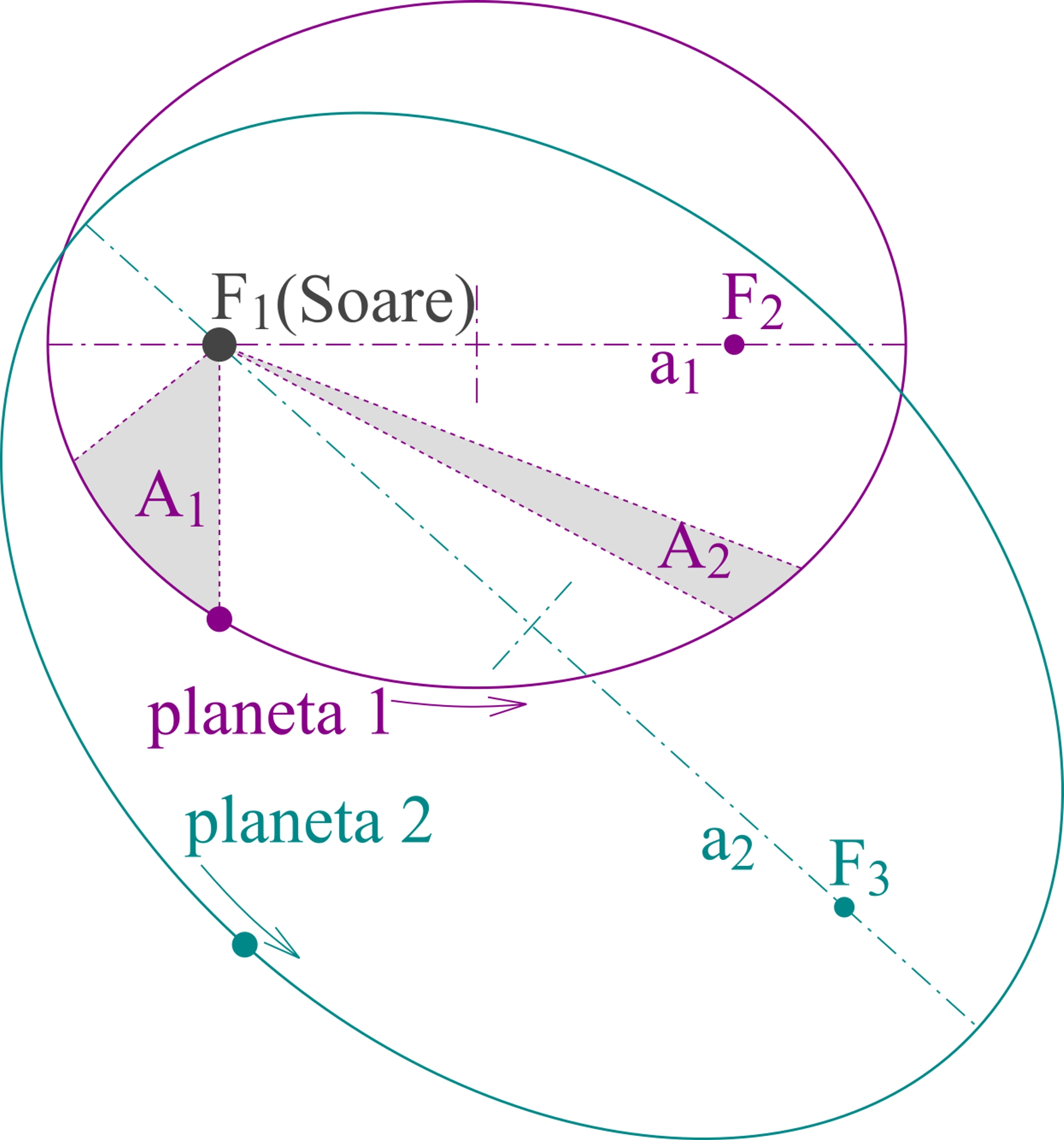
Ilustrația celor trei legi ale lui Kepler cu două orbite planetare.

Cele mai multe orbite planetare sunt aproape circulare, sunt necesare observarea și calcularea atentă pentru a stabili că acestea nu sunt perfect circulare. Calculele orbitei lui Marte au indicat o orbită eliptică. Din aceasta, Johannes Kepler a dedus că și alte corpuri din Sistemul Solar, inclusiv cele mai îndepărtate de Soare, au orbite eliptice.
Lucrarea lui Kepler (publicată între 1609 și 1619) a îmbunătățit teoria heliocentrică a lui Nicolaus Copernic, explicând modul în care vitezele planetelor variază pe orbite eliptice, mai degrabă decât orbite circulare cu epicicluri.
Isaac Newton a arătat în 1687 că relațiile ca Kepler s-ar aplica în sistemul solar într-o bună aproximare, ca o consecință a propriilor sale legi de mișcare și a legii gravitației universale.

## Prima lege
Enunțul primei legi este următorul: „Planeta se mișcă în jurul stelei pe o orbită eliptică, în care steaua reprezintă unul din focare.”
Astronomii, începând de la Ptolemeu până la Nicolaus Copernic, credeau că planetele se mișcă pe traiectorii circulare sau traiectorii care pot fi obținute din suprapunerea mai multor traiectorii circulare. Johannes Kepler, în 1609, a infirmat această presupunere. După studiul materialelor rezultate din observațiile minuțioase a lui Tycho Brahe, el a dedus că planetele se mișcă pe traiectorii eliptice.

## A doua lege
A doua lege se enunță astfel: „Linia dreaptă care unește planeta cu steaua («raza vectoare a planetei») mătură arii egale în perioade de timp egale sau formulat echivalent viteza areolară a razei vectoare e constantă.”
Din această lege, numită „a ariilor egale”, rezultă că o planetă se deplasează cu atât mai repede cu cât este mai aproape de stea. În cazul Pământului, raza vectoare mătură într-o secundă o arie de peste 2 miliarde km2.

## A treia lege
La 8 martie 1618, Johannes Kepler enunță a treia lege a mișcării planetelor: „Pătratul perioadei de revoluție a planetei, {\displaystyle u}, este proporțional cu cubul semiaxei mari a orbitei, {\displaystyle a:u^{2}\propto a^{3}}.”
Aceste legi descriu mișcările planetelor cu o aproximație suficientă în unele calcule, dar adesea sunt necesare modificări care să țină seama de alte efecte. Unele abateri se datorează efectelor reciproce ale gravitației dintre planete, mișcării stelei datorită atragerii planetelor și efectelor relativiste. Aproximația este relativ bună când masa planetei este neglijabilă față de masa stelei.
Legile lui Kepler au constituit baza pentru formularea Legii gravitației de către Isaac Newton și au o deosebită importanță pentru înțelegerea mișcării corpurilor cerești, de exemplu a Pământului și a celorlalte planete în jurul Soarelui, sau a Lunii și a sateliților artificiali în jurul Pământului.

## Comparație cu modelul lui Copernic
Legile lui Kepler au îmbunătățit modelul lui Copernic. Dacă excentricitățile orbitelor planetare sunt considerate zero, atunci Kepler este în acord cu Copernic, care afirma că:
- Orbita planetara este un cerc
- Soarele se află în centrul orbitei
- Viteza planetei pe orbită este constantă

Excentricitățile orbitelor planetelor cunoscute de Copernic și Kepler sunt mici, astfel încât regulile de mai sus oferă aproximări corecte ale mișcării planetare, dar legile lui Kepler se potrivesc mai bine observațiilor decât modelul propus de Copernic.
1. Corecțiile lui Kepler nu sunt deloc evidente:
2. Orbita planetară nu este un cerc, ci o elipsă.
3. Soarele nu este în centru, ci în un punct focal al orbitei eliptice.

Nici viteza liniară, nici viteza unghiulară a planetei pe orbită nu sunt constante, dar viteza areolară este constantă.
Excentricitatea orbitei Pământului face ca perioada dintre echinocțiul din martie până la echinocțiul din septembrie să fie de aproximativ 186 de zile, diferită de perioada dintre echinocțiul din septembrie până la echinocțiul din martie, de aproximativ 179 de zile. Un diametru ar tăia orbita în părți egale, dar planul prin Soare paralel cu ecuatorul Pământului taie orbita în două părți cu zone în raport de 186 la 179, astfel încât excentricitatea orbitei Pământului este de aproximativ
e ≈ (π/4)((186 – 179)/(186 + 179)) ≈ 0,015,
care este aproape de valoarea corectă (0.016710219). Calculul este corect când periheliul, data la care Pământul este cel mai apropiat de Soare, cade în timpul unui solstițiu. Actualul periheliu, aproape de 3 ianuarie, este destul de aproape de solstițiul din decembrie.

Aceeași arie (a suprafeței albastre) este măturată în perioade egale de timp. Săgeata verde este viteza. Săgeata violet îndreptată spre Soare este accelerația. Celelalte două săgeți purpurii sunt componente ale accelerației, paralelă și perpendiculară pe viteză.

## Accelerația planetară
Isaac Newton a calculat în Philosophiæ Naturalis Principia Mathematica accelerația unei planete care se deplasează în conformitate cu prima și a doua lege a lui Kepler.
1. Direcția accelerației este spre Soare.
2. Mărimea accelerației este invers proporțională cu distanța dintre planetă și Soare (legea pătratică inversă).

Aceasta înseamnă că Soarele poate fi cauza fizică a accelerării planetelor. Cu toate acestea, Newton afirmă în Principia că el consideră forțele din punct de vedere matematic, nu fizic, luând astfel o poziție instrumentalistă. Dar nu a oferit o cauză gravitației. În plus, el nu atribuie o cauză gravitației.
Newton a definit forța care acționează asupra unei planete ca produs al masei și accelerației. Astfel:
1. Fiecare planetă este atrasă de Soare.
2. Forța care acționează asupra unei planete este direct proporțională cu masa planetei și este invers proporțională cu pătratul distanței sale de Soare.

În general, pentru două corpuri cosmice din Sistemul Solar, Newton afirmă conform legii gravitației universale:
1. Toate corpurile din Sistemul Solar se atrag.
2. Forța dintre două corpuri este direct proporțională cu produsul maselor lor și în proporție inversă cu pătratul distanței dintre ele.

Pe măsură ce planetele au mase mici comparativ cu cele ale Soarelui, orbitele se conformează aproximativ legilor lui Kepler. Modelul lui Newton îmbunătățește modelul lui Kepler și se potrivește cu mai multă precizie cu observațiilor reale.